# Australian Championships 1938
Gli Australian Championships 1938 (conosciuto oggi come Australian Open) sono stati la 31ª edizione degli Australian Championships e prima prova stagionale dello Slam per il 1938. Si è disputato dal 21 al 31 gennaio 1938 sui campi in erba del Memorial Drive Park di Adelaide in Australia.
Il singolare maschile è stato vinto dallo statunitense Don Budge, che si è imposto sull'australiano John Bromwich in tre set. Il singolare femminile è stato vinto dallo statunitense Dorothy Bundy Cheney, che ha battuto l'australiana Dorothy Stevenson in due set. Nel doppio maschile si è imposta la coppia formata da John Bromwich e Adrian Quist, mentre nel doppio femminile hanno trionfato Thelma Coyne Long e Nancye Wynne Bolton. Il doppio misto è stato vinto da Margaret Wilson e John Bromwich.

## Risultati

### Singolare maschile
Don Budge ha battuto in finale  John Bromwich con il punteggio di 6–4, 6–2, 6–1

### Singolare femminile
Dorothy Bundy Cheney ha battuto in finale  Dorothy Stevenson con il punteggio di 6–3, 6–2

### Doppio maschile
John Bromwich /  Adrian Quist hanno battuto in finale  Gottfried von Cramm /  Henner Henkel con il punteggio di 7–5, 6–4, 6–0

### Doppio femminile
Thelma Coyne Long /  Nancye Wynne Bolton hanno battuto in finale  Dorothy Bundy Cheney /  Dorothy Workman con il punteggio di 9–7, 6–4

### Doppio misto
Margaret Wilson /  John Bromwich hanno battuto in finale  Nancye Wynne Bolton /  Colin Long con il punteggio di 6–3, 6–2